# ペーパーオーナーゲーム
ペーパーオーナーゲーム（英: Paper Owner Game、略称: POG）は、ゲームの一種である。

## 概要
競走馬を参加者が仮想馬主として選択し、その競走成績によって得られた賞金などをポイントに置き換えて競うゲームである。実際に競走馬を所有するわけではなく、架空の（仲間内の書類のみの）馬主として参加するのでペーパーオーナーと言われる。
参加者が馬主気分を楽しむことができ、競馬ファンである職場の同僚や学校の同級生など限られたサークルで行われることが多い。
1960〜1970年代にアメリカ合衆国で生まれたファンタジーフットボールやファンタジーベースボール（en:Fantasy sport参照）の競馬版とも言うべきもので、一説によると発祥は関西のトラックマン間で行われた余興にあると言われている。
歴史自体は古く、1995年頃から競馬ライターの須田鷹雄を始めとする愛好家らの手によって基本的なルールが提唱され、一般に普及した。

## 一般的なルール
適切な人数の参加者（5〜20人）がそれぞれの所有希望馬を選択（通常は10頭）し、所有馬の成績に応じたポイントによって参加者間の順位を決する。ポイントは、レースの格と着順に対応した独自のものが採用されることも多いが、計算が簡単なのは所有馬の総収得賞金をそのまま利用する方法である。
ポイントの集計期間は、中央競馬を対象とした場合、2歳馬の新馬戦開始時から翌年の東京優駿（日本ダービー）終了までとするものが最も一般的である。ただこの辺りは参加者の間の取り決めによって流動的であり、菊花賞・秋華賞およびそのトライアルレースを対象に含めるとするものや、3歳の年末までのすべてのレースを対象とするものも少なくないが、古馬は対象に含めないことがほとんどである。また対象レースを中央競馬のみとするか、地方競馬や海外のレースを含めるかといった点についても、事前に参加者による協議の上で決められる。
競走馬の選択方法についてはドラフト制（プロ野球のドラフト会議に基づく）と呼ばれる形式で行われるケースがほとんどである。ほかの参加者が選択した競走馬を下位の指名順で選択することはできない。また同位の順で指名馬が重複した場合、くじ引きで決定されるか、ウェーバー方式に従うことが多い。馬の能力に見合った指名順を決定する戦略眼、くじ引きで希望馬を引き寄せる運、下位指名で話題にならなくとも走る馬を見出す相馬眼が要求される。一部のPOGサイトではオンライン上でのライブドラフトの場を提供している。
ゲームの期間が多くの場合日本ダービーまで、最長でも3歳終了時であることから、タマモクロスのように古馬になってから頭角を現すような馬を指名してもほとんど意味がなく、早熟性の高い馬やダービーまでになるべくレースに出走させるタイプの厩舎を優先させた方が好成績を収めやすいなど、馬の能力以外の部分でのドラフト戦略も重要となる。

## 大規模なペーパーオーナーゲーム
競馬専門誌などの企業が主催する大規模なペーパーオーナーゲームも存在する。一般的なペーパーオーナーゲームと異なり、他の参加者と重複して競走馬の指名を行うことが可能である。
ホッカイドウ競馬では、競馬主催者公認のペーパーオーナーゲームともいえる「サポーターズクラブ」が2001年度から2009年度まで実施されていた。この制度に登録されたコスモバルクの活躍で会員希望の問い合わせが全国から殺到し、2005年度以降はホッカイドウ競馬所属の2・3歳馬だけでなく、各地の地方競馬所属の競走馬もこの制度に登録された。南関東公営競馬のインターネット投票サービス「SPAT4」でも、期間中一定額以上の勝馬投票券を購入した加入者を対象に実施されていた（2021年現在はSPAT4プレミアムポイント登録者を対象とした「すぱっと!POG!」として運営中）。
2003年から2004年にかけては、中央競馬の主催者である日本中央競馬会 (JRA)も「さんまのマイホースクラブ」と銘打ったペーパーオーナーゲームを開催したことがある。マイホースクラブのルールは一般的なペーパーオーナーゲームとは異なり、古馬、3歳馬、2歳馬を5頭ずつ選択し、計15頭が1年間に獲得した賞金額がポイントに換算され、獲得ポイント数に応じて賞品が授与されるというものであった。また2021年現在は、JRAの関連会社が運営するJRA-VANによるペーパーオーナーゲームが実施されている。
また毎年5月下旬には、グリーンチャンネル（競馬専門の有料衛星放送）にて、同放送局の中央競馬中継他、各展望番組などに出演する解説者が一堂に会し、それぞれの解説者の2歳馬を推薦する『ザ・POGドラフト会議』が生放送されている。

## 関連書籍
毎年春から夏にかけて、ペーパーオーナーゲーム愛好家を対象に多くの競馬雑誌において特集記事が組まれるほか、素質馬の情報を掲載したタブロイド紙や書籍も多数出版される。
- POGの達人
- 最強のPOG青本
- 丸ごとPOG
- 競馬王のPOG本
- ザッツPOG（東スポ特別号）

## 成績集計ツール
仲間内でペーパーオーナーゲームを実施する場合、通常は中心メンバーが幹事となって集計を実施するが、指名馬の獲得賞金を計算する作業は困難を伴う。インターネット上にはペーパーオーナーゲーム参加者の指名馬を登録すると自動的に獲得賞金を集計し、メンバーの順位付けも行ってくれるツールを提供するサイトが幾つかあり、有料のツールも存在する。